# 清溪镇 (汉源县)
清溪镇，是中华人民共和国四川省雅安市汉源县下辖的一个乡镇级行政单位。

## 行政区划
清溪镇下辖以下地区：
新黎村、富民村、顺利村、西河村和虎岗村。

## 中国传统村落
2013年8月，富民村被评为第二批中国传统村落。